# Губино (Шекснинский район)
Губино — деревня в Шекснинском районе Вологодской области.
Входит в состав сельского поселения Домшинского, с точки зрения административно-территориального деления — в Домшинский сельсовет.
Расстояние по автодороге до районного центра Шексны — 32 км, до центра муниципального образования Нестерово — 7 км. Ближайшие населённые пункты — Светилово, Волково, Заречное.
По переписи 2002 года население — 7 человек.